# Шоколадные гурами
Шокола́дные гура́ми, или сфери́хты (лат. Sphaerichthys) — род лабиринтовых рыб из семейства макроподовых (Osphronemidae). Насчитывают 4 вида, обитающих в Юго-Восточной Азии. Один из видов — шоколадный гурами (Sphaerichthys osphromenoides) — распространённая аквариумная рыба.

## Классификация и распространение
- Sphaerichthys acrostoma Vierke, 1979 — бронзовый гурами, юг Калимантана[1];
- Sphaerichthys osphromenoides Canestrini, 1860 — шоколадный гурами, Суматра, Калимантан, полуостров Малакка[2];
- Sphaerichthys selatanensis Vierke, 1979 — крестовый шоколадный гурами, юг Калимантана[3];
- Sphaerichthys vaillanti Pellegrin, 1930 — гурами Вейланта, Калимантан[4].

В природе живут в спокойных ручьях, прудах и канавах с густой водной и прибрежной растительностью. Обитают в тёплой воде с низкой жёсткостью (0,5—5 dGH) и кислой реакцией.

## Внешний вид
Достигают длины 5—7 см. Тело умеренно вытянуто в длину, немного высокое, уплощено с боков. Спинной плавник и анальный плавник длинные, невысокие. Брюшные плавники с нитевидно удлиненным первым лучом. Окрас неяркий, коричневых оттенков — от бронзового, шоколадно-коричневого до бледного красно-коричневого.

## Размножение
Либо строят небольшое, непрочное афрогнездо, либо откладывают икру на дно. Икра желтоватая, достаточно крупная (диаметр 1,2—1,5 мм), тяжелее воды. Самка или самец забирает икру в рот. Продуктивность до 100 икринок, во рту помещается обычно не более 40. Выходят мальки наружу на 13—14 день. Мальки 5—6 мм длиной, темные и хорошо видны. Держатся они и питаются среди растений у поверхности.

## Содержание
Сферихтисы достаточно сложны в содержании, подвержены бактериальным инфекциям и воздействию кожных паразитов. Важное значение играют параметры воды. Не рекомендуются для начинающих. В оформлении аквариума рекомендуется использовать яркие тона, чтобы компенсировать неяркую окраску этих гурами.
- большой, невысокий (уровень воды до 20 см) аквариум с устойчивым режимом
- закрытый сверху аквариум, тёплый воздух над аквариумом
- слабое освещение
- плавающие растения, заросли тенелюбивых растений на дне
- желательны добавка экстракта торфа и частая подмена воды
- параметры воды несколько различаются для различных видов сферихтисов
  - температура воды 24—30 °C для разных видов рыб
  - жесткость воды от 3 до 10 dGH
  - кислая реакция воды рН 5—7 (внимание, многие рыбы не могут жить в такой кислой воде)
- содержание солей (азотных, фосфорных) минимальное
- живой корм